# Jorge Rodríguez Gramage
Jorge Rodríguez Gramage (Ontinyent, 1979) és un polític valencià, president la Diputació de València entre 2015 i 2018, i alcalde d'Ontinyent (Vall d'Albaida) des de 2011.
Amb estudis de medicina, tot i que no va acabar la carrera, Rodríguez és llicenciat en Ciències Polítiques i de l'Administració per la Universitat Miguel Hernández d'Elx. Portaveu local del PSPV-PSOE d'Ontinyent des del 2007, arribà a l'alcaldia el 2011 amb el suport dels regidors de Compromís i EUPV, a més dels del seu partit. A les eleccions locals de 2015 va mantindre el càrrec ara amb majoria absoluta. Este mateix any els socialistes aconsegueixen canviar el color de la Diputació de València, que durant anys havia estat governada pel PP, i és Jorge Rodríguez l'elegit per a presidir el govern provincial, amb el suport dels diputats de Compromís, Podem i EUPV.
El 27 de juny de 2018 va ser detingut per presumptes delictes de prevaricació administrativa i malversació de cabals públics (cas Alqueria). Davant l'escàndol, Jorge Rodríguez dimiteix com a president de la Diputació i el PSPV el suspén de militància tot i que manté l'alcaldia d'Ontinyent. Rodríguez tornà a revalidar l'alcaldia a les eleccions de 2019 amb una nova formació, La Vall ens uneix, que aconseguí la majoria absoluta amb 17 dels 21 escons del plenari municipal, al mateix temps que deixava sense representació al seu antic partit, el PSPV.
El 2023 va tornar a revalidar la majoria absoluta.